# Wereldbeker schaatsen 2021/2022 - Wereldbekerfinale
De Wereldbeker schaatsen 2021/2022 Wereldbeker finale was de vijfde en laatste wedstrijd van het wereldbekerseizoen die van 12 tot en met 13 maart 2022 plaatsvond in Thialf in Heerenveen, Nederland.

## Tijdschema
| Datum             | Tijd (CET) | Onderdeel |
| ----------------- | ---------- | --- |
| Zaterdag 12 maart | 13:00      | 1e 500 m vrouwen 1e 500 m mannen 1500 m vrouwen 1000 m mannen 5000 m mannen                                       |
| Zondag 5 december | 13:15      | 2e 500 m vrouwen 2e 500 m mannen 3000 m vrouwen 1500 m mannen 1000 m vrouwen massastart mannen massastart vrouwen |

## Podiumplaatsen

### Mannen
| Onderdeel  | Goud                     | Goud              | Zilver                                        | Zilver            | Brons                     | Brons             |
| ---------- | ------------------------ | ----------------- | --------------------------------------------- | ----------------- | ------------------------- | ----------------- |
| 500 m (1)  | Tatsuya Shinhama Japan   | 34,38             | Laurent Dubreuil CanadaWataru Morishige Japan | 34,53(2)          |                           |                   |
| 500 m (2)  | Tatsuya Shinhama Japan   | 34,48             | Piotr Michalski Polen                         | 34,61             | Wataru Morishige Japan    | 34,63(4)          |
| 1000 m     | Kjeld Nuis Nederland     | 1.08,05           | Thomas Krol Nederland                         | 1.08,24           | Hein Otterspeer Nederland | 1.08,70           |
| 1500 m     | Kjeld Nuis Nederland     | 1.43,48           | Thomas Krol Nederland                         | 1.43,79           | Connor Howe Canada        | 1.44,39           |
| 5000 m     | Nils van der Poel Zweden | 6.08,81           | Bart Swings België                            | 6.15,12           | Davide Ghiotto Italië     | 6.19,38           |
| Massastart | Bart Swings België       | 60 punten 7.43,91 | Andrea Giovannini Italië                      | 40 punten 7.44,21 | Jorrit Bergsma Nederland  | 20 punten 7.44,84 |

### Vrouwen
| Onderdeel  | Goud                          | Goud              | Zilver                         | Zilver            | Brons                         | Brons             |
| ---------- | ----------------------------- | ----------------- | ------------------------------ | ----------------- | ----------------------------- | ----------------- |
| 500 m (1)  | Erin Jackson Verenigde Staten | 37,32             | Femke Kok Nederland            | 37,64             | Nao Kodaira Japan             | 37,72             |
| 500 m (2)  | Erin Jackson Verenigde Staten | 37,32             | Brittany Bowe Verenigde Staten | 37,55             | Kim Min-sun Zuid-Korea        | 37,58             |
| 1000 m     | Miho Takagi Japan             | 1.13,28           | Brittany Bowe Verenigde Staten | 1.14,07           | Kimi Goetz Verenigde Staten   | 1.15,10           |
| 1500 m     | Miho Takagi Japan             | 1.53,32           | Antoinette de Jong Nederland   | 1.54,33           | Ragne Wiklund Noorwegen       | 1.54,75           |
| 3000 m     | Irene Schouten Nederland      | 3.56,82           | Ragne Wiklund Noorwegen        | 3.57,15           | Martina Sáblíková Tsjechië    | 3.57,16           |
| Massastart | Irene Schouten Nederland      | 60 punten 8.53,67 | Marijke Groenewoud Nederland   | 40 punten 8.53,90 | Francesca Lollobrigida Italië | 21 punten 8.54,66 |

## Kwalificatie
Aan de wereldbekerfinale mogen een beperkt aantal schaatsers deelnemen ten opzichte van een normale wereldbekerwedstrijd. Enkel schaatsers die gerangschikt staan in de top 24 (massastart: top 30) van het wereldbekerklassement zijn startgerechtigd. Verder gelden de volgende deelnamequota per evenement:
| Evenement       | Aantal |
| --------------- | ------ |
| 500 meter       | 18     |
| 1000 meter      | 16     |
| 1500 meter      | 16     |
| 3000/5000 meter | 12     |
| Massastart      | 24     |